# Regne de Kotoko
El Regne de Kotoko fou una monarquia d'Àfrica Occidental al territori que és avui el nord del Camerun i Nigèria, i el sud-oest del Txad. Els seus habitants i els seus descendents moderns es coneixen com a kotokos.

## Història
L'ascens de Kotoko coincidí amb la decadència de la civilització de Sao, al nord del Camerun del nord. Un rei encapçalà el naixent estat, que vingué a assimilar uns quants regnes més petits. Entre aquests hi havia Kousséri, Logone-Birni, Makari, i Mara. Kotoko s'estenia per parts del que és avui Camerun del nord i Nigèria, i Txad del sud-oest a mitjans del segle xv. Logone-Birni emergí com el més influent dels regnes dependents de Kotoko.
A la segona meitat del segle xvi el Sultanat de Bornu sota el govern d'Idris III Alaoma, es va estendre al sud i els principats del Kotoko del nord. Makari i Afade van quedar dins la seva esfera d'influència i sota la influència cultural musulmana dels kanouri. Els kotokos van començar a ser islamitzats; el Kotoko del sud estava ja feia temps sota control de Baguirmi però al final del segle xviii tot el sud va quedar unificat sota el sobirà de Logone-Birni que es va convertir a l'islam. Kotoko fou visitat per Denham (1824) i Barth (1852).
Va esdevenir tributari de Bornu al segle xix entre aquestes dues dates, segurament vers 1830. Les guerres de Bornu amb el Sultanat d'Ouadai i amb Baguirmi van tenir sovint per escenari el país Kotoko. Estava governat per un consell de notables, i pel representant del Bornu anomenat l'alifa. El 1893 fou ocupat per Rabah, fins a l'establiment del domini francès i britànic el 1900. Els caps dels kotoko foren considerats pels francesos com sultans; els kotoko eren ja aleshores tots musulmans.
Kotoko, junt amb la resta de Bornu, fou esquinçat entre les potències europees durant el període colonial de l'Àfrica. En temps moderns, hi ha hagut algun conflicte entre els Kotoko i els Baggara.